# Konrad Dorow
Konrad Dorow (* 26. Juni 1913 in Berlin; † 27. April 1994 ebenda) war ein deutscher Maurer und Volkskammerabgeordneter für den Freien Deutschen Gewerkschaftsbund (FDGB).

## Leben
Dorow stammte aus einer Berliner Arbeiterfamilie. Nach dem Besuch der Schule schlug er von 1927 bis 1930 eine Lehre zum Maurer und Putzer ein. 1924 betätigte er sich an der Arbeitersportbewegung „Fichte“. In der DDR wurde er Putzer-Brigadier im VEB Baureparaturen Berlin-Prenzlauer Berg.

## Politik
Er trat 1947 der SED und dem FDGB bei. In den Wahlperioden von 1963 bis 1981 war Dorow Mitglied der FDGB-Fraktion in der Volkskammer der DDR, davon bis 1971 als sogenannter Berliner Vertreter. 1981 trat er aus Altersgründen nicht nochmals zur Wahl an.

## Ehrungen
- 1974 Karl-Marx-Orden[2]

## Darstellung in der bildenden Kunst der DDR
- Fritz Dähn: Konrad Dorow (1977, Öl)[3]